# Uilleann pipes
Uilleann pipes (ilan paips) o gaita irlandesa es un instrument musical irlandés de la família de les cornamuses (gaites). És considerada la gaita nacional característica d'Irlanda. El conjunt complet està format per un conjunt de tubs compost d'una bossa, manxes, punteres, drones i reguladors. El terme uilleann (/ ɪlən /), (genitiu d'"uille", que significa "trencament" en gaèlic), només s'utilitza des del segle xx. L'instrument va ser conegut anteriorment com a "Union Pipes", terme utilitzat des del segle xviii.